# Жинков, Александр Александрович
Александр Александрович Жинков (род. 15 апреля 1975, Алёшино, Московская область) — российский хоккеист, нападающий.

## Биография
Воспитанник воскресенского «Химика». Дебютировал за команду 13 марта 1992 года в домашнем матче высшей лиги против «Торпедо» Усть-Каменогорск (7:4), проведя единственную игру в сезоне. Отыграл за команду ещё восемь сезонов (1992/93 — 1993/94, 1995/96 — 2000/01). Выступал также за «Сокол» Луховицы (1993/94), ЦСКА и ЦСКА-2 (1994/95).